# Rowan & Martin's Laugh-In
Rowan & Martin's Laugh-In är ett amerikansk humorprogram som sändes på NBC 1968-1973. Serien består av sketcher och leddes av komikerna Dan Rowan och Dick Martin.

## Medverkande
- Alla säsonger: Dan Rowan, Dick Martin, Gary Owens och Ruth Buzzi
- Säsong 1 (1968): Eileen Brennan, Judy Carne, Henry Gibson, Goldie Hawn, Larry Hovis, Arte Johnson, Roddy Maude-Roxby, Jo Anne Worley
- Säsong 2 (1968–1969): Judy Carne, Henry Gibson, Goldie Hawn, Arte Johnson, Jo Anne Worley, Alan Sues, Charlie Brill och Mitzi McCall ("the Fun Couple"), Chelsea Brown, Dave Madden, Pigmeat Markham, Dick "Sweet Brother" Whittington, J.J. Berry, Byron Gilliam (ej krediterad)
- Säsong 3 (1969–1970): Judy Carne, Henry Gibson, Goldie Hawn, Arte Johnson, Jo Anne Worley, Alan Sues, Lily Tomlin, Byron Gilliam, Teresa Graves, Jeremy Lloyd, Pamela Rodgers, Stu Gillies, Johnny Brown
- Säsong 4 (1970–1971): Henry Gibson, Arte Johnson, Alan Sues, Lily Tomlin, Johnny Brown, Dennis Allen, Ann Elder, Nancie Phillips, Barbara Sharma, Harvey Jason, Larry Hovis, Richard Dawson, Byron Gilliam (endast dansare)
- Säsong 5 (1971–1972): Lily Tomlin, Larry Hovis, Alan Sues, Johnny Brown, Dennis Allen, Ann Elder, Barbara Sharma, Richard Dawson, Byron Gilliam (endast dansare)
- Säsong 6 (1972–1973): Lily Tomlin, Dennis Allen, Richard Dawson, Moosie Drier, Tod Bass, Brian Bressler, Patti Deutsch, Lisa Farringer, Sarah Kennedy, Jud Strunk, Willie Tyler, Donna Jean Young

### Återkommande gäster
- Jack Benny (1968–1970, 1972)
- Johnny Carson (1968–1970, 1971, 1973)
- Sammy Davis, Jr. (1968–1970, 1971, 1973)
- Barbara Feldon (1968)
- Zsa Zsa Gabor (1968–1970)
- Peter Lawford (1968–1971; Lawford blev Dan Rowans svärson 1971)
- Jill St. John (1968–1972)
- Tiny Tim (1968–1970, 1971–1972)
- John Wayne (1968, 1971–1973)
- Flip Wilson (1968–1970)
- Henny Youngman (1968–1969, 1971–1973)